# Code-Faltung
Code-Faltung oder Code-Folding bezeichnet eine Funktion in Editoren, insbesondere in modernen integrierten Entwicklungsumgebungen, um logisch zusammengehörende Quelltextabschnitte wie Klassen oder Methoden in sogenannten Folds bzw. Falten zu gruppieren. Man kann die Abschnitte dann einfach ein- und ausblenden, als ob man ein Blatt Papier faltet, um bestimmte Zeilen auszublenden.
Eine der ersten Programmiersprachen, die diese Funktion unterstützten und bekannt machten, war GFA-BASIC.
Die Code-Faltung hat nichts mit den ähnlich klingenden Faltungscodes zu tun.

## Benutzerdefinierte Editor-Falten
Einige Editoren erlauben es auch, benutzerdefinierte Falten zu definieren. Hier einige Beispiele:
- Vim, am Beispiel von C++-Code:

```
  int function () //{{{
  {
    ''Programmcode''
  }
  //}}}

```

Zusammengefaltet sieht dieser Abschnitt folgendermaßen aus:
```
 +--  5 Zeilen: int function () //---------------------------
```

Statt {{{ und }}} können auch andere Markierungen verwendet werden.
- NetBeans:

```
// <editor-fold defaultstate="collapsed" desc=„Beschreibung“>
  
Quelltext

// </editor-fold>
```

- C#

```
#region Beschreibung
  
Quelltext

#endregion
```

- Visual Basic .Net

```
#Region Beschreibung
  
Quelltext

#End Region
```